# Битти, Ролла Кент
Ролла Кент Битти (англ. Rolla Kent Beattie, 1875—1960) — американский ботаник, профессор ботаники.

## Биография
Ролла Кент Битти родился в городе Ашленд штата Огайо 14 января 1875 года.
Он начал свою ботаническую карьеру как студент в Университете Небраски.
Битти был инструктором, а затем профессором ботаники в Университете штата Вашингтон с 1899 по 1912 год, после чего он работал в Министерстве сельского хозяйства США до выхода на пенсию в 1946 году.
Ролла Кент Битти умер в городе Бетесда (штат Мэриленд) в 1960 году.

## Научная деятельность
Ролла Кент Битти специализировался на семенных растениях.